# Grand Prix Mediterranean
Der Grand Prix Mediterranean war ein Straßenradrennen in der Türkei und umfasste ein Rennen für Männer und ein Rennen für Frauen.
Die Eintagesrennen wurden von 2021 bis 2022 ausgetragen und fanden in der Region um den Badeort Alanya statt. Die Rennen waren in die UCI-Kategorie 1.2 eingestuft, das Männer-Rennen gehörte zur UCI Europe Tour.

## Palmarès Frauen
| Jahr | Sieger         | Zweiter             | Dritter        |
| ---- | -------------- | ------------------- | -------------- |
| 2021 | Hanna Zerach   | Tazzjana Scharakowa | Tamara Dronowa |
| 2022 | Yanina Kuskova | Julija Birjukowa    | Anna Kulikova  |

## Palmarès Männer
| Jahr | Sieger          | Zweiter          | Dritter       |
| ---- | --------------- | ---------------- | ------------- |
| 2021 | Onur Balkan     | Georgios Bouglas | Noah Granigan |
| 2022 | Anatoliy Budyak | Daniil Maruchin  | Mustafa Sayar |